# Efferia macrolabis
Efferia macrolabis este o specie de muște din genul Efferia, familia Asilidae. A fost descrisă pentru prima dată de Christian Rudolph Wilhelm Wiedemann în anul 1828.
Este endemică în Kentucky. Conform Catalogue of Life specia Efferia macrolabis nu are subspecii cunoscute.